# Albert Bernhardt Faust
Albert Bernhardt Faust (* 20. April 1870 in Baltimore; † 8. Februar 1951) war ein US-amerikanischer Germanist.
Faust studierte an der Johns Hopkins University mit dem Abschluss 1889 und der Promotion 1892. Im selben Jahr setzte er sein Studium an der Universität Berlin fort, reiste und studierte weiter im deutschsprachigen Raum bis 1894, war 1894 bis 1896 Instructor für Deutsch an der Johns Hopkins University und 1896 bis 1903 Associate Professor für Germanistik an der Wesleyan University. 1903/04 war er Assistant Professor an der University of Wisconsin und danach an der Cornell University, an der er 1910 eine volle Professur erhielt. 1938 ging er in den Ruhestand.
Er war Mitglied der Modern Language Association of America, der Goethe-Gesellschaft, der Steuben Society und der American Dialect Society.
Sein Hauptwerk war das 1909 erschienene zweibändige Buch The German Element in the United States (Houghton & Mifflin), das 1911 ins Deutsche übersetzt wurde. Er erhielt dafür 1908 den Loubat Prize der Columbia University und als Erster den Conrad Seipp Memorial Prize der University of Chicago. Der erste Band enthielt eine chronologische Geschichte, der zweite Band ging auf die Beiträge verschiedener Personen deutschen Ursprungs in den USA ein und den politischen (Wahlverhalten), sozialen, wirtschaftlich-industriellen, pädagogischen und kulturellen Einfluss. Die Gesamtzahl der Deutschstämmigen in den USA schätzte er für die Zeit um 1900 auf 18 Millionen (gegenüber 20 Millionen mit Ursprung aus Großbritannien, 13 Millionen aus Irland und 14 Millionen anderer Herkunft). 

## Schriften
- Charles Sealsfield (Carl Postl), Der Dichter beider Hemisphären (Charles Sealsfield, the poet of both hemispheres, 1897, erweiterte Ausgabe seiner Dissertation)
- The Problematic Hero in German Fiction, 1901
- Development of Goethe's Ethical and Religious Views, 1902
- Defense and Interpretation of Book IX of Wolfram's Parzival, 1903
- Friedrich Spielhagen, 1905
- The German Element in the United States, Boston: Houghton & Mifflin 1909, Archive, Band 1, Archive, Band 2
  - Deutsche Ausgabe: Das Deutschtum in den Vereinigten Staaten. In seiner Bedeutung für die amerikanische Kultur, Leipzig: Teubner 1912 (Übersetzerin Sophie Caroline von Harbou), Digitalisat
- Guide to the Materials for American History in Swiss and Austrian Archives, 1915
- A List of Swiss Emigrants to the American Colonies, 1920, 1925
- The Bank War, 1944 (Theaterstück)

Als Herausgeber:
- Zschokke's Tales, 1895
- Heine's Prose, 1909
- Christoph Martin Wieland, Oberon as translated by John Quincy Adams, 1940